# حیات وحش

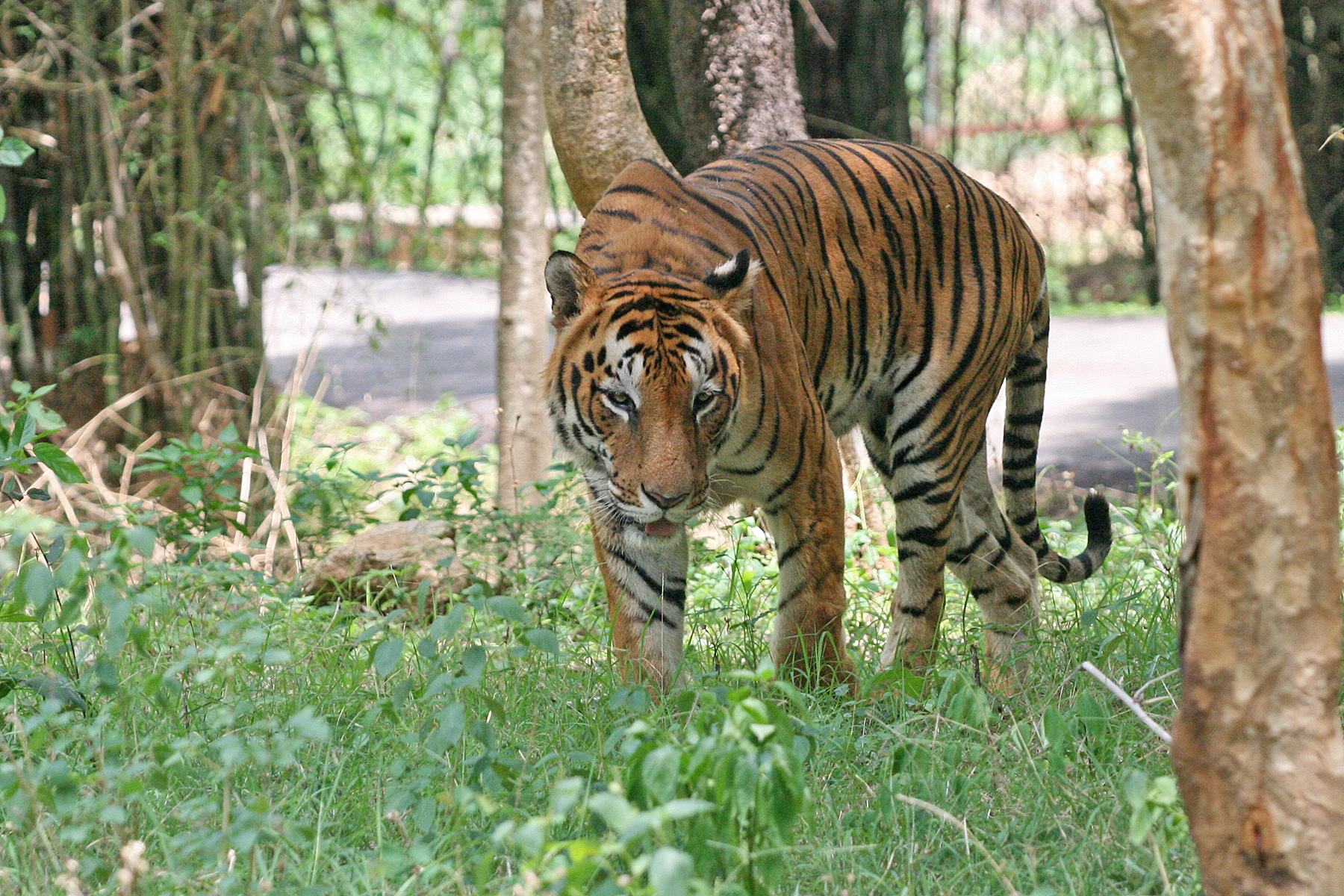
تصویری از یک ببر بنگال در طبیعت

حیات‌وحش به کلیه جانداران ازقبیل پستانداران، پرندگان، خزندگان و دوزیستان گفته می‌شود که به صورت وحشی و طبیعی بدون دخالت یا کمک انسان بر روی کره زمین زندگی کرده و آب و خوراک خود را خود تأمین می‌کند.
البته حیات وحش شامل تمام گیاهان و در واقع جاندارانی که بدون دخالت انسان زندگی می‌کنند می‌شود.

## ایران
در ایران ۵۲۴ گونه پرنده، ۱۶۰ گونه پستاندار، ۲۲۲ گونه خزنده و دوزیست و ۶۵ گونه جونده یافت می‌شود.
در میان گونه‌های مختلف حیات وحش ایران، شیر آسیایی، ببر مازندران منقرض شده و گونه‌های یوزپلنگ آسیایی، پلنگ ایرانی و خرس سیاه آسیایی کمیاب بوده و در معرض خطر انقراض قرار دارند.

## سرعت انقراض
انجمن جانورشناسی لندن در تازه‌ترین «نمایه موجودات زنده کره» در سال ۲۰۱۴ می‌گوید که روند نابودی گونه‌ها حتی بدتر از آن است که تاکنون تصور می‌شد. این گزارش حاکیست که بررسی‌ها با شیوه‌های تازه نشان می‌دهد که جمعیت گونه‌ها ظرف ۴۰ سال اخیر نصف شده درحالی که ارزیابی‌ها تا سال ۲۰۱۲ با شیوه‌های قبلی شدت این روند را کمتر نشان می‌داد. این گزارش می‌گوید که جمعیت پستانداران، پرندگان، خزندگان، دوزیستان و ماهی‌ها به‌طور متوسط ۵۲ درصد و جمعیت گونه‌های آب شیرین ۷۶ درصد کاهش یافته‌است.